# Mogongné
Mogongné  (ou Mogonyé, Mogogné, Moganjé, Mogonjé, Mogonié) est une localité du Cameroun située dans le canton de Kossa, dans la commune de Mora, dans le département du Mayo-Sava et la région de l'Extrême-Nord.  

## Géographie
Mogongné se situe à l'extrême nord du département, à 40km à l'Est de Mora, à proximité de la frontière avec le Nigeria et à proximité du Parc national de Waza. En 1972, Mogogné était accessible à partir d'une piste auto reliant Kossa à Balla Plata.

## Population
En 1967, on comptait 499 personnes dans la localité.
Lors du recensement de 2005, 1014 personnes y ont été dénombrées, dont 513 hommes et 501 femmes.

## Ethnies
On trouve à Mogongné des populations arabes Choa, Foulbé, Kanouri et Mousgoum.

## Boko Haram
En septembre 2015, une trentaine de combattants de Boko Haram ont fait irruption dans les villages de Ayouri, Mogongné, et Woumre pour piller du bétail. 800 bœufs ont été emportés.